# Kozłówki
Kozłówki (deutsch Kösling, tschechisch Kozlůvky) ist eine Ortschaft in Oberschlesien. Der Ort liegt in der Gmina Kietrz im Powiat Głubczycki in der Woiwodschaft Oppeln in Polen.

## Geographie

### Geographische Lage
Das Straßendorf Kozłówki liegt drei Kilometer westlich des Gemeindesitzes Kietrz, 18 Kilometer südöstlich der Kreisstadt Głubczyce (Leobschütz) sowie 78 Kilometer südlich der Woiwodschaftshauptstadt Opole (Oppeln). Der Ort liegt in der Nizina Śląska (Schlesische Tiefebene) innerhalb der Płaskowyż Głubczycki (Leobschützer Lößhügelland). Durch den Ort verläuft die Woiwodschaftsstraße Droga wojewódzka 416. Kozłówki liegt an der Troja.

### Nachbarorte
Nachbarorte von Kozłówki sind im Osten der Gemeindesitz Kietrz (Katscher), im Westen Nowa Cerekwia (Deutsch Neukirch) und im Norden Księże Pole (Knispel).

## Geschichte

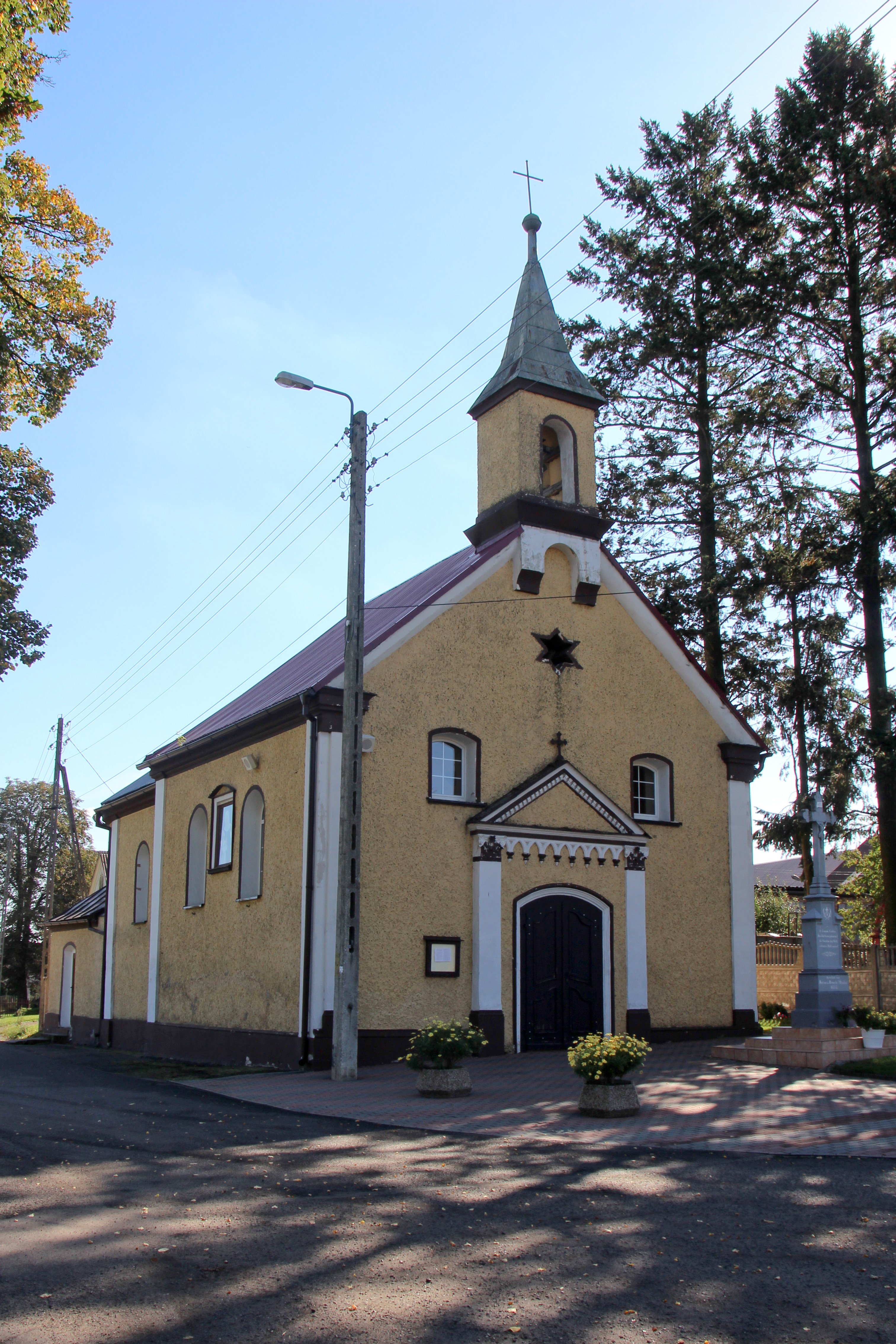
Annakapelle

Der Ort wurde 1274 erstmals als Coselow erwähnt. Der Ortsname leitet sich vom slavischen Personennamen Kozel ab, die Besitzung des Kozel.
Nach dem Ersten Schlesischen Krieg 1742 fiel Kösling mit dem größten Teil Schlesiens an Preußen.
Nach der Neuorganisation der Provinz Schlesien gehörte die Landgemeinde Kösling ab 1816 zum Landkreis Leobschütz im Regierungsbezirk Oppeln. 1845 bestanden im Dorf eine katholische Schule, eine Brauerei, eine Brennerei, eine Wassermühle (Kaichelmühle) und 66 Häuser. Im gleichen Jahr lebten in Kösling 452 Menschen, davon 5 evangelisch und 2 jüdisch. 1861 zählte Kösling eine Erbrichterei, 16 Bauern-, 11 Gärtner- und 32 Häuslerstellen sowie eine Wassermühle und ein Gipswerk. 1874 wurde der Amtsbezirk Deutsch Neukirch gegründet, welcher die Landgemeinden Bieskau, Deutsch Neukirch, Kösling und Rosen umfasste.
1902 erhielt Kösling eine Wasserleitung. Im Ersten Weltkrieg fielen acht Soldaten aus Kösling. Bei der Volksabstimmung in Oberschlesien am 20. März 1921 stimmten in Kösling 335 Personen für einen Verbleib bei Deutschland und 1 für Polen. Kösling verblieb wie der gesamte Stimmkreis Leobschütz beim Deutschen Reich. 1922 wurde das Dorf elektrifiziert. 1933 zählte der Ort 435 sowie 1939 427 Einwohner. Bis 1945 gehörte der Ort zum Landkreis Leobschütz. Am 23. März 1945 flüchtete die Bevölkerung in Richtung Sudetenland. Im Zweiten Weltkrieg fielen 24 Soldaten aus Kösling.
1945 kam der bisher deutsche Ort unter polnische Verwaltung, wurde in Kozłówki umbenannt und der Woiwodschaft Schlesien angeschlossen. Im Mai 1945 kehrte ein Großteil der zuvor geflüchteten Bevölkerung zurück. Im Herbst 1946 wurde die deutsche Bevölkerung des Ortes nach Sachsen vertrieben. 1950 wurde Kozłówki der Woiwodschaft Oppeln zugeteilt. 1999 wurde es Teil des wiedergegründeten Powiat Głubczycki.

### Gemeindevorsteher (bis 1945)
- 1914–1920 Reinhard Mosler
- 1920–1923 Ignatz Heidrich
- 1923–1925 August Frank
- 1925–1928 Konrad Hanke
- 1928–1930 Alois Nietsch
- 1930–1932 Lehrer Maase
- 1932–1934 Georg Mosler
- 1934–1936 Joseph Moch
- 1936–1945 Georg Mosler

## Sehenswürdigkeiten

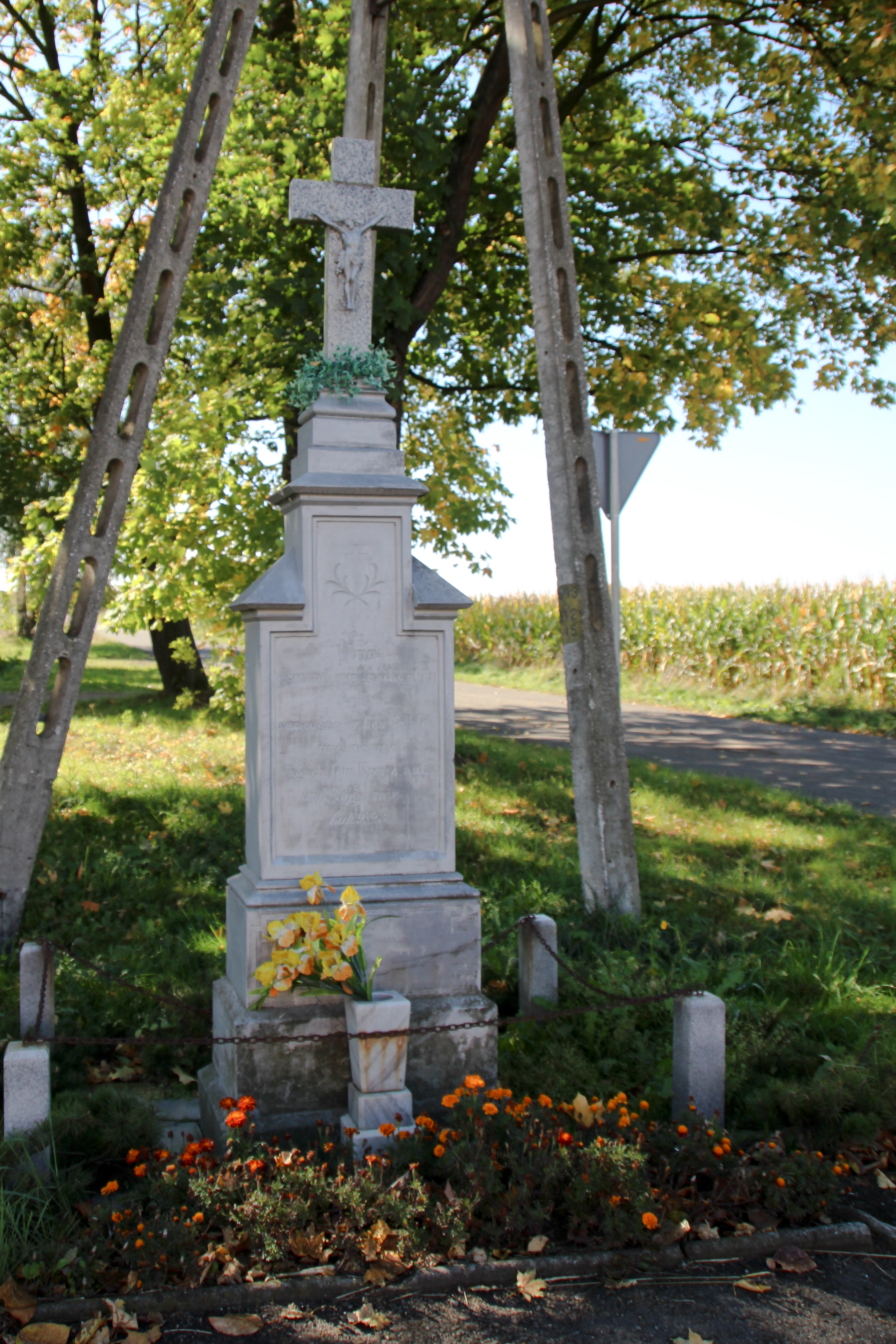
Wegekreuz

- Die römisch-katholische Annakapelle (poln. Kościół św. Bartłomieja) wurde 1842 errichtet. Die Kapelle steht seit 1972 unter Denkmalschutz.[8]
- Denkmalgeschütztes Bauernhaus Nr. 8
- Steinernes Wegekreuz